# Långevattnet (Skredsviks socken, Bohuslän)
Långevattnet är en sjö i Uddevalla kommun i Bohuslän och ingår i Bäveån-Örekilsälvens kustområde. Sjön är 10,9 meter djup, har en yta på 0,04 kvadratkilometer och befinner sig 130 meter över havet.